# Pygmeopolia discestroides
Pygmeopolia discestroides är en fjärilsart som beskrevs av Márton Hreblay och Ronkay 1998. Pygmeopolia discestroides ingår i släktet Pygmeopolia och familjen nattflyn. Inga underarter finns listade.